# 가조연륙교
가조연륙교(加助連陸橋)는 경상남도 거제시 사등면에서 가조도를 잇는 교량이다. 2009년 7월 13일에 개통되었다.

## 개요
가조도는 거제시 부속 섬 가운데 칠천도에 이어 두 번째로 큰 섬으로 면적 5.86km2에 1663명의 주민이 거주하고 있다.
가조연륙교는 길이 680m, 폭 13m, 왕복 2차선의 닐센아치교로 설계됐으며 거제시 부속 섬 가운데 칠천도에 이어 두 번째로 놓인 연륙교이다. 국비와 도비를 포함하여 모두 594억원의 사업비가 투입되었다. 지방채 45억 원을 발행해 메우는 등 공사가 지체되면서 지난 2001년 착공한 가조연륙교는 2009년 준공되기까지 8년이 걸렸다.
1994년부터 15년 동안 성포와 가조도의 바닷길을 이어왔던 카페리선은 마지막 운항을 기점으로 거제면 법동 ~ 산달도 노선에 투입되었다. 하지만 이 노선도 2017년 완공 예정인 산달연륙교로 인해 유지 여부가 불투명하다.

## 같이 보기
- 가조도

## 사진

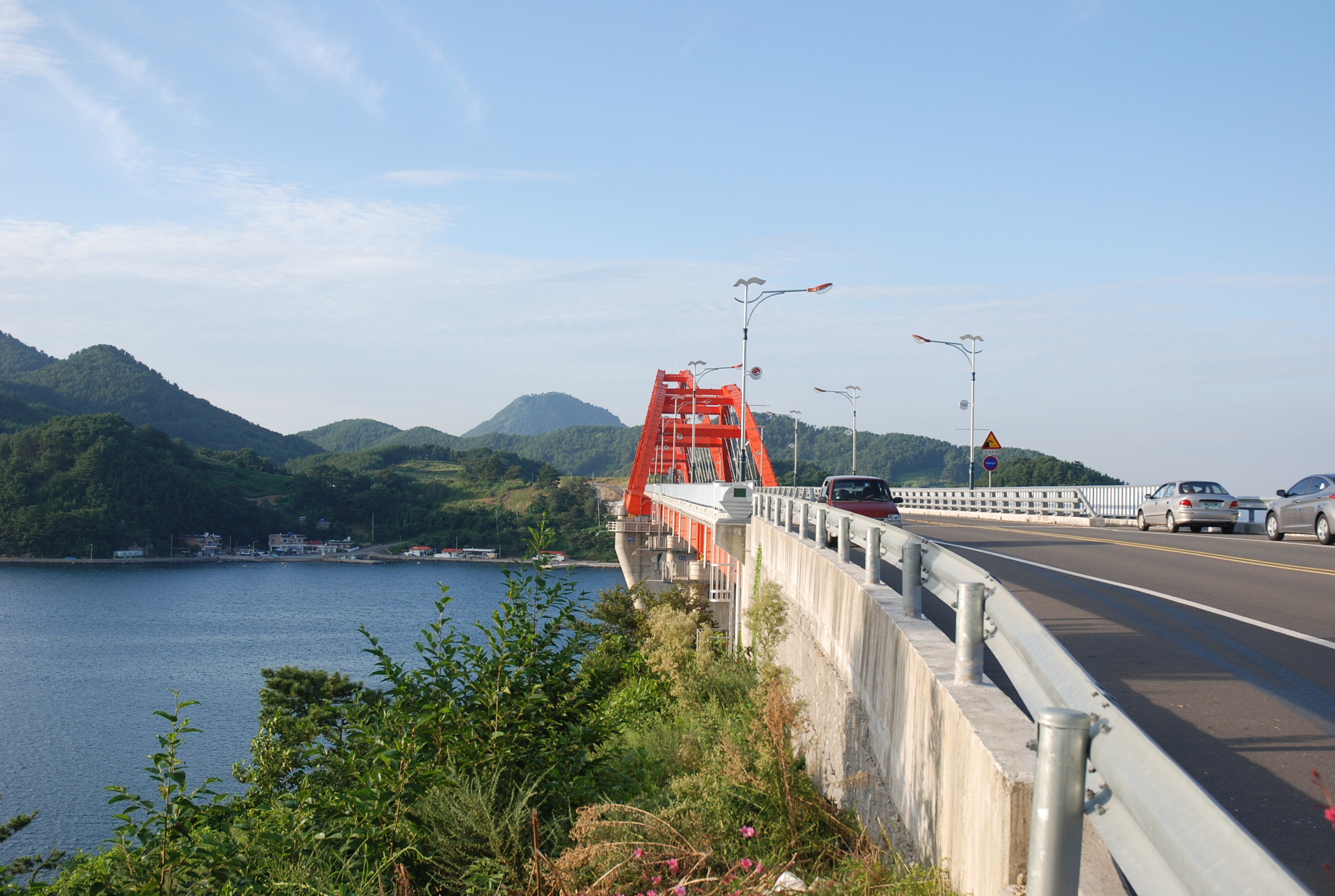
가조연륙교
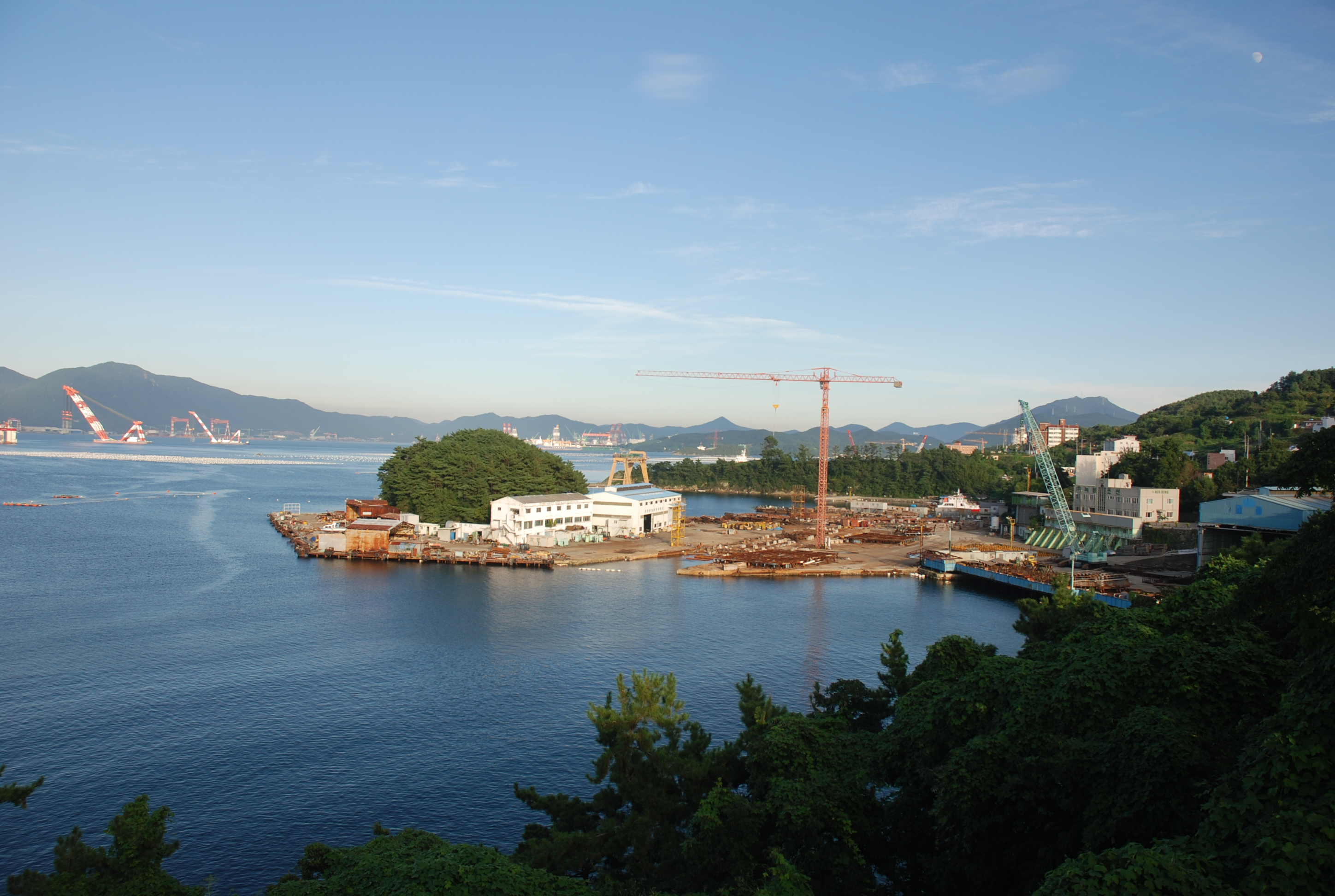
가조연륙교에서 본 삼호조선소